# Гостіла
Гостіла (рум. Gostila) — село у повіті Селаж в Румунії. Входить до складу комуни Пояна-Бленкій.
Село розташоване на відстані 366 км на північний захід від Бухареста, 59 км на схід від Залеу, 62 км на північ від Клуж-Напоки.

## Населення
За даними перепису населення 2002 року у селі проживали 484 особи, усі — румуни. Усі жителі села рідною мовою назвали румунську.